# Alice Miller
Alice Miller, nata Alicja Englard (Piotrków Trybunalski, 12 gennaio 1923 – Saint-Rémy-de-Provence, 14 aprile 2010), è stata una psicologa, psicoanalista e saggista svizzera.
Psicoterapeuta, si è occupata prevalentemente di psicologia dell'età evolutiva e degli esiti negativi che gli abusi psicofisici inflitti ai bambini e alle bambine, in particolare all'interno della famiglia, comportano nella crescita e nell'età adulta.

## Biografia
Nata in Polonia nel 1923 in una famiglia di religione ebraica, era la figlia maggiore di Gutta e Meylech Englard, sua sorella Irena era più giovane di lei di cinque anni. Dal 1931 al 1933 la famiglia visse a Berlino, dove Alice imparò la lingua tedesca. Nel 1933, a causa del nazismo, la famiglia ritornò a Piotrków Trybunalski, dove Alice riuscì a sopravvivere (tutti gli ebrei del ghetto-prigione vennero internati nell'ottobre 1939 a Treblinka) e a fuggire col nome di Alicja Rostowska, assieme a sua madre e a sua sorella, mentre il padre morì nel 1941.
Col nome di Alicja Rostowska emigrò in Svizzera subito dopo la seconda guerra mondiale, nel 1946, conseguendo la laurea e il dottorato in filosofia, psicologia e sociologia a Basilea, nel 1953. Successivamente intraprese e portò a termine la formazione come analista psicologa, a Zurigo, all'Istituto C.G. Jung.
Dopo circa 20 anni di pratica come analista psicologa, abbandonò, nel 1980, questo tipo di attività, dedicandosi alla scrittura di saggi; questa svolta, dovuta a una riflessione critica sul metodo psicoanalitico nella sua applicazione concreta, la portò, nel 1988, ad abbandonare la Società Internazionale di Psicoanalisi. Nel 1986 fu insignita del premio Janus Korczak dalla lega americana contro la diffamazione delle persone di religione ebraica. Alice Miller sposò il sociologo Andreas Miller ed ebbe due figli, Martin e Julika.

## La critica alla psicoanalisi
Dopo aver a lungo appoggiato e praticato le tecniche proprie della psicoanalisi, Alice Miller è divenuta una delle più tenaci critiche del metodo psicoanalitico come terapia psicologica, nonché della prassi stessa di molti terapeuti. Ella ritiene infatti che il metodo psicoanalitico, anziché incoraggiare e sostenere i pazienti nella ricerca dei traumi che hanno dato origine ai disturbi e ai problemi della propria personalità, agisce piuttosto come tecnica per evitare di affrontare realmente la verità su questi traumi, che molto spesso risiede nella storia familiare del paziente e negli abusi da esso subiti nell'infanzia. Lo stesso Sigmund Freud, secondo Alice Miller, avrebbe utilizzato in questo modo la psicoanalisi innanzitutto su se stesso (la Miller affermò infatti che in alcuni casi, come quello del celebre "Uomo dei Lupi", Freud avesse proiettato le proprie paranoie sul paziente).
Alice Miller critica il metodo psicoanalitico delle associazioni libere. Inoltre non ritiene valide le seguenti scoperte: la sessualità infantile (vd. L'infanzia rimossa, 1996 pp. 152), il Complesso di Edipo (vd. Il bambino inascoltato, 2004, pp. 151–202) e l'esistenza della pulsione di morte agente fin dai primi istanti di vita (critica al 'lattante crudele' di Melanie Klein ibid.). Secondo Alice Miller tutti questi concetti svolgono una funzione di offuscamento della verità, in quanto impediscono ai pazienti di rivivere i sentimenti provati durante l'infanzia (unica strada per incontrare il proprio vero Sé) e al terapeuta di sentire empaticamente, nelle parole del suo assistito, il bambino sofferente.

## Varie
Alice Miller, nel suo libro La persecuzione del bambino, afferma di avere documentato, tra le altre cose, i maltrattamenti psicofisici che avrebbe subito Adolf Hitler per mano del padre. Questi maltrattamenti, secondo la psicologa polacca, avrebbero motivato l'odio di Hitler nei confronti del genere umano.

## La rivolta del corpo
Alice Miller scrive "La rivolta del corpo" per sollecitare attenzione nei confronti di tutte le diverse problematiche che si sviluppano durante l'infanzia. Il tema centrale del suo testo sono i traumi infantili; in modo particolare si occuperà delle conseguenze che ha per il corpo la negazione delle nostre emozioni autentiche, negazione che ci viene richiesta da un certo tipo di morale - che vorrebbe indurci a perdonare e giustificare i nostri genitori qualunque cosa facciano nei nostri confronti e ci chiede di credere che da loro arrivi sempre e solo il giusto insegnamento - e dalla religione, che ci tramanda "valori" come quello espresso dal quarto comandamento, secondo il quale bisogna onorare e rispettare i propri genitori anche se agiscono su di noi in modo distruttivo.
Il libro si suddivide in tre parti, la prima intitolata "Dire e celare", la seconda "La morale tradizionale nelle terapie e il sapere del corpo" e la terza parte "Anoressia. Il desiderio di comunicazione autentica". Alice Miller svolge la sua prima parte del libro descrivendo autobiografie. L'aspetto in comune di tutti i protagonisti delle storie è il fatto che tutti loro hanno subito traumi psichici e fisici e hanno vissuto l'esperienza della Pedagogia nera; una violenza che condiziona l'età adulta, in modo particolare nella forma di una violenza "educativa" che porta il bambino ad obbedire per paura di ricevere una punizione e per il timore che non fare ciò che un genitore vuole comporti la perdita del suo amore. Nella seconda parte, il libro si occupa di persone a noi contemporanee, che sono disponibili a confrontarsi con la verità della loro infanzia e a guardare i genitori alla luce della realtà. Nella terza parte l'autrice dimostra, sulla base di una malattia singolarmente eloquente, come il corpo si opponga al falso nutrimento e pretenda incondizionatamente la verità: finché essa non è riconosciuta e i veri sentimenti nei confronti dei genitori continuano a essere ignorati i sintomi perdurano. L'autrice ha voluto illustrare con parole semplici il dramma di una paziente affetta da disturbi alimentari insorti per mancanza di scambio emotivo.
In questo libro Alice Miller esprime la speranza che, approfondendo la conoscenza della psicologia, il potere del quarto comandamento della religione giudaico/cristiana (onora il padre e la madre) perda forza, consentendo di prestare ascolto ai bisogni biologici fondamentali del corpo, alla sua esigenza di verità e di fedeltà a se stesso, alle sue percezioni, sensazioni e conoscenze. L'autrice afferma che si possono ignorare i messaggi del corpo o prendersene gioco, ma vale sempre la pena di tenere nella giusta considerazione la rivolta che esso esprime, poiché la sua lingua è l'espressione autentica del nostro vero sé e della forza insita nel nostro essere in vita.

## Opere
- Alice Miller, Il dramma del bambino dotato [Das Drama des begabten Kindes und die Suche nach dem wahren Selbst], collana Prove, Torino, Boringhieri, 1979  [1979].
- Alice Miller, Il bambino inascoltato. Realtà infantile e dogma psicoanalitico [Du sollst nicht merken], collana Saggi scientifici, Torino, Bollati Boringhieri, 1981  [1981], ISBN 88-339-0483-0.
- Alice Miller, La persecuzione del bambino. Le radici della violenza [Am Anfang war Erziehung], collana Saggi scientifici, traduzione di Maria Anna Massimello, Torino, Bollati Boringhieri, 1987  [1980], ISBN 88-339-0408-3.
- Alice Miller, L'infanzia rimossa. Dal bambino maltrattato all'adulto distruttivo nel silenzio della società [Das verbannte Wissen], collana Saggi blu, traduzione di Umberto Gandini, Milano, Garzanti, 1990  [1988], ISBN 88-11-59863-X.
- Alice Miller, La chiave accantonata [Der gemiedene Schlüssel], collana Saggi blu, traduzione di Umberto Gandini, Milano, Garzanti, 1993  [1988], ISBN 88-11-59865-6.
- Alice Miller, La fiducia tradita [Abbruch der Schweigemauer], collana Saggi blu, traduzione di Umberto Gandini, Milano, Garzanti, 1991  [1990], ISBN 88-11-59864-8.
- Alice Miller, Le vie della vita. Sette storie [Wege des lebens], collana Saggi blu, traduzione di Umberto Gandini, Milano, Garzanti, 1998  [1998], ISBN 88-11-60000-6.
- Alice Miller, Il risveglio di Eva. Come superare la cecità emotiva [Evas Erwachen: uber die Auflosung emotionaler Blindheit], traduzione di Maria Gregorio, Milano, Cortina, 2002  [2001], ISBN 88-7078-775-3.
- Alice Miller, La rivolta del corpo. I danni di un'educazione violenta [Die Revolte des Körpers], traduzione di Maria Gregorio, Milano, R. Cortina, 2005  [2004], ISBN 88-7078-971-3.
- Alice Miller, Riprendersi la vita. I traumi infantili e l'origine del male [Dein gerettetes Leben], collana Saggi. Psicologia, Torino, Bollati Boringhieri, 2009  [2007], ISBN 978-88-339-1979-9.